# Bourges

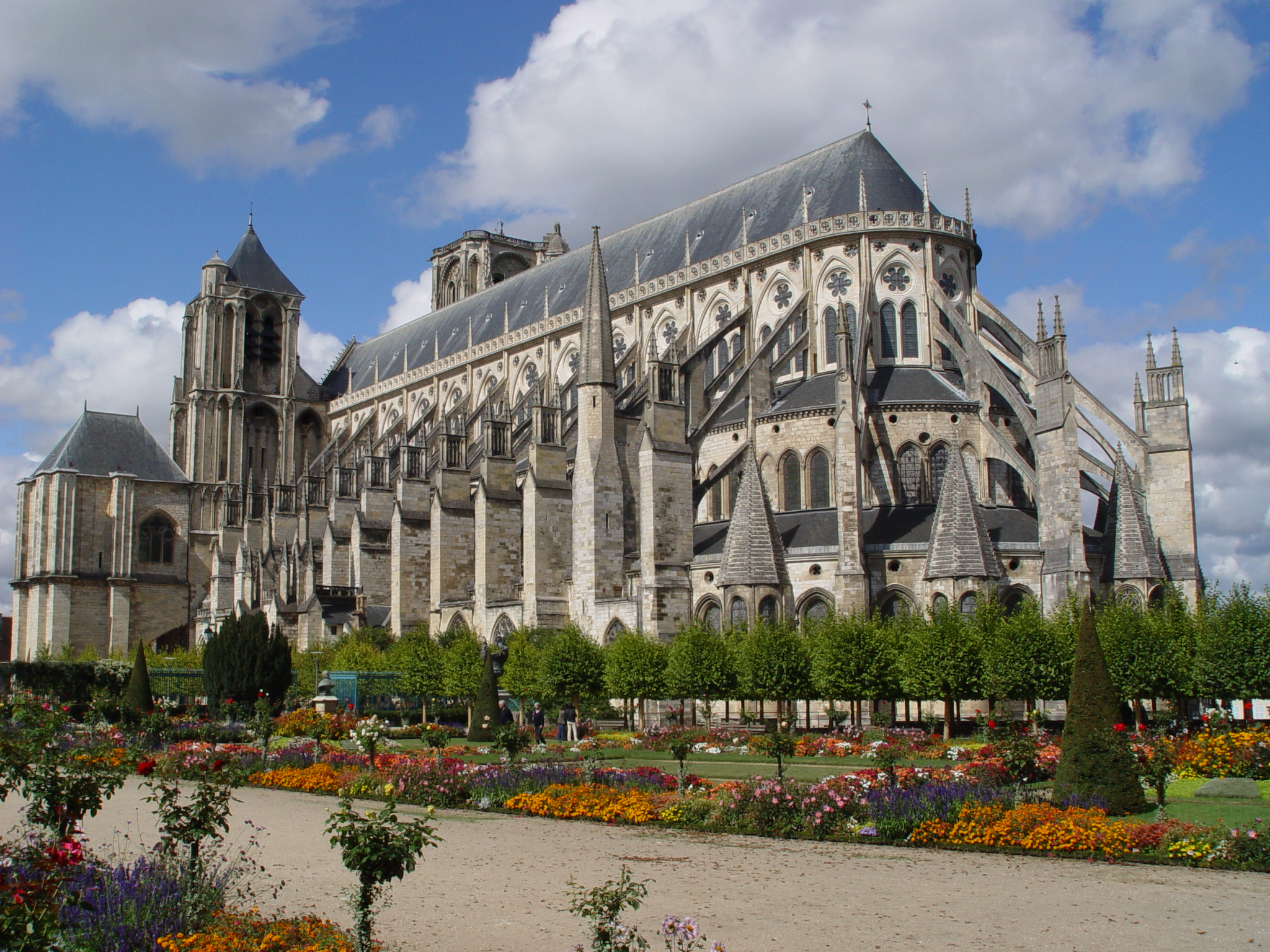
Katedrála svatého Štěpána

Bourges [búrž] je historicky významné město ve Francii v regionu Centre-Val de Loire na soutoku řek Auron a Yèvre, asi 200 km jižně od Paříže a téměř přesně v geometrickém středu Francie. Je hlavním městem departmentu Cher a bývalé provincie Berry, sídlem arcibiskupa, vysokých škol a hudebních institucí. Katedrála svatého Štěpána je zapsána na seznamu světového dědictví UNESCO.

## Historie
Název města je odvozen od kmene Biturigů. Keltské jméno města Avaricon (v latině Avaricum Biturigum) snad souvisí s názvem řeky Yèvre. Roku 52 př. n. l. zde Julius Caesar v bitvě u Avarica porazil Vercingetorixe a město po dlouhém obléhání dobyl. Římské město Biturigum patřilo zprvu do provincie Gallia celtica, později Aquitania. Patrně už ve 3. století se město stalo sídlem biskupství (prvním biskupem byl Svatý Ursinus) a v současnosti je sídlem arcibiskupství. Od roku 478 patřilo k říši západních Gótů, roku 507 je dobyli Frankové a roku 583 je dobylo a vypálilo vojsko merovejského krále Chilpericha I.
Za Karlovců bylo město obnoveno, 1101 připadlo králi Filipovi I. jako korunní město a kolem 1195 začala stavba gotické katedrály. Ve středověku bylo hlavním městem hrabství Berry a konalo se zde šest církevních sněmů, poslední roku 1438 za předsednictví krále Karla VII., který v Bourges často pobýval. Roku 1464 založil král Ludvík XI. zdejší univerzitu a 1562 dobyli město hugenoti, kteří je však museli brzy opustit. V letech 1839–1845 zde žil v exilu španělský pretendent Don Carlos a roku 1849 se tu konal velký proces s anarchistickými atentátníky. Ve světových válkách město nebylo příliš poškozeno a od poloviny 20. století vystřídal dřívější železárny letecký a zbrojní průmysl (řízené střely).

## Pamětihodnosti
- Gotická katedrála sv. Štěpána z let 1195–1270, zapsaná na seznam Světového dědictví UNESCO.
- Palác Jacques Cœur (před 1450) a další paláce ze 16. století
- Četné hrázděné domy z 15.–16. století
- Gotický kostel Notre-Dame
- Gotický kostel St. Pierre
- Zbytky galsko-římských hradeb
- Mokřiny podél řeky Yèvre jsou přírodní rezervace
- Hudební festival „Jaro v Bourges“ (od roku 1977)

## Osobnosti
- Karel VII. (1403–1461), francouzský král
- Ludvík XI. (1423–1483), francouzský král
- Jan z Berry (1340–1416), vévoda z Berry, syn francouzského krále Jana II. a Bony Lucemburské
- Vladimir Jankélévitch (1903–1985), francouzský filosof a muzikolog
- Johana Francouzská (1464–1505), francouzská královna, dcera Ludvíka XI. a Šarloty Savojské
- Jan Kalvín (1509–1564), švýcarský teolog francouzského původu, významný představitel křesťanské reformace 16. století, zakladatel kalvinismu
- Berthe Morisotová (1841–1895), impresionistická malířka
- Alfred Dreyfus (1859–1935), francouzský důstojník, křivě obviněný a odsouzený za velezradu
- Simone Weil (1909–1943), filosofka, sociální reformátorka a mystička

## Galerie

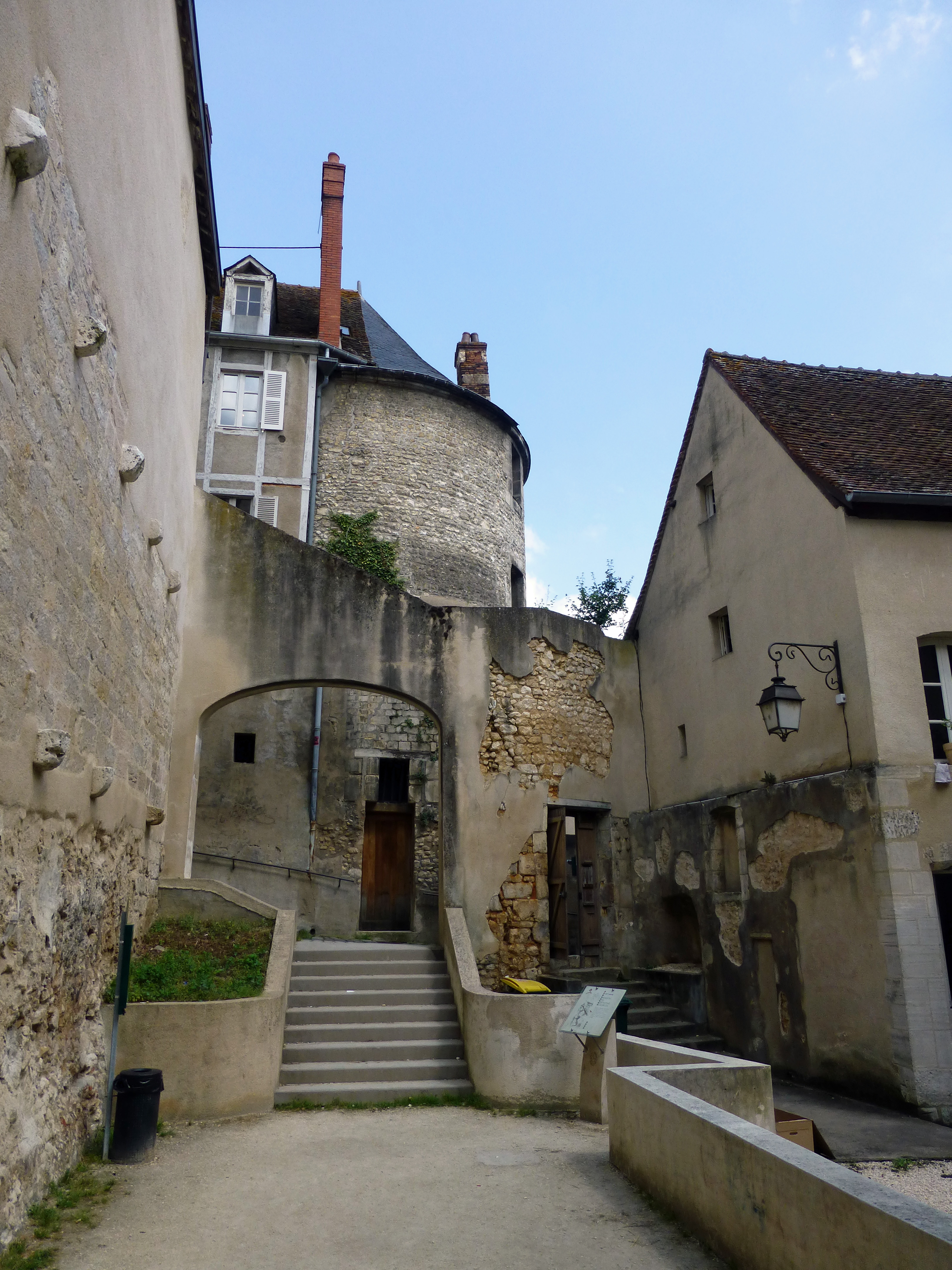
Hradby
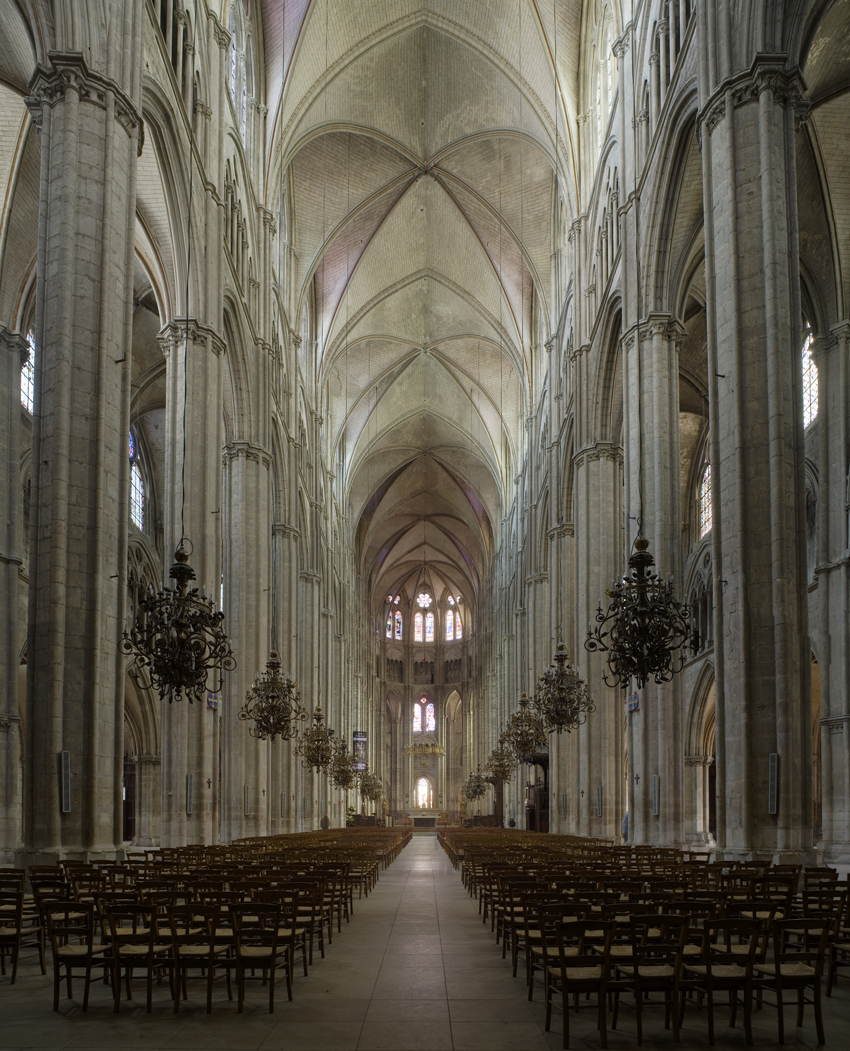
Katedrála (vnitřek)
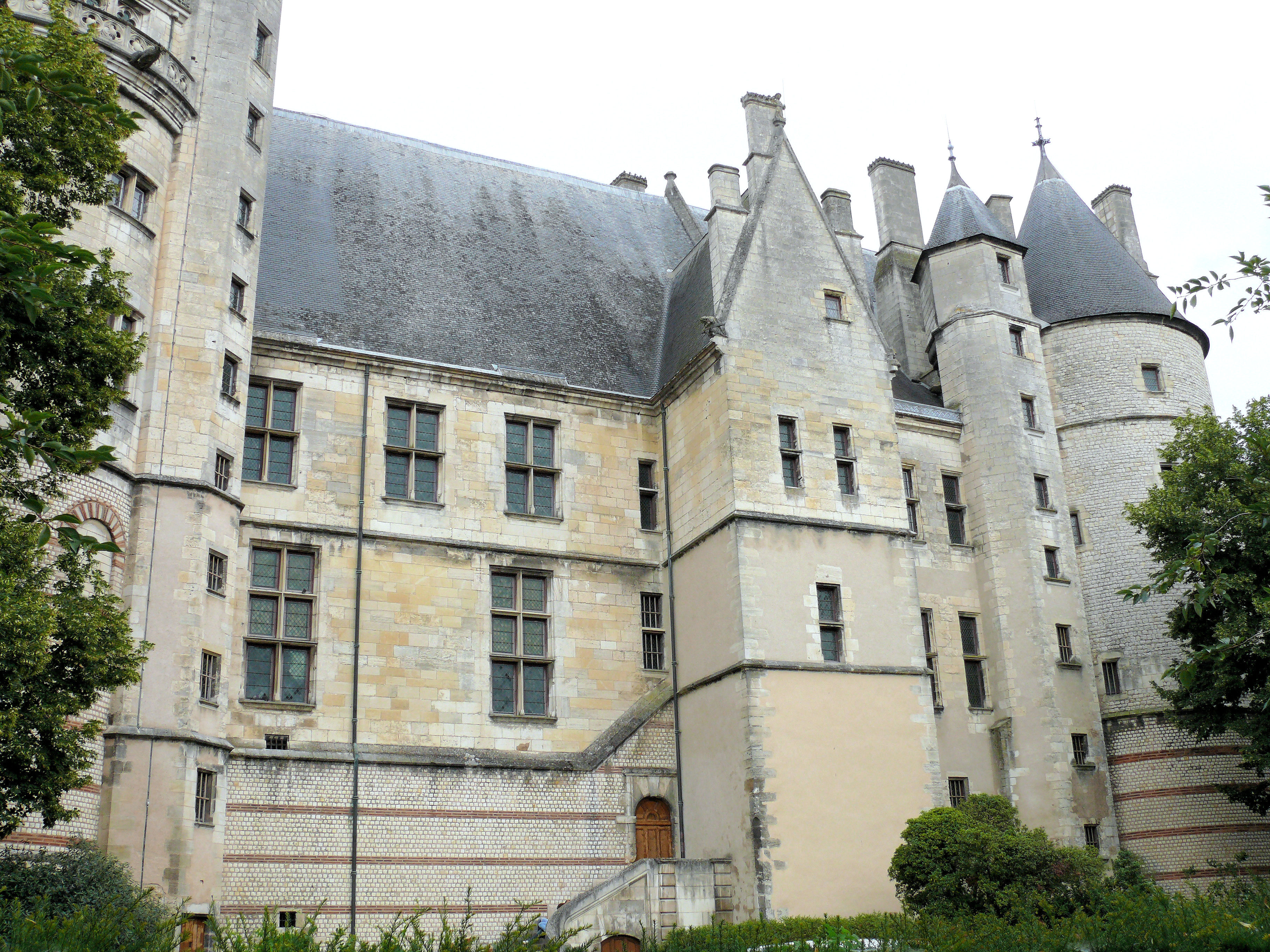
Palác Jacquese Cœura
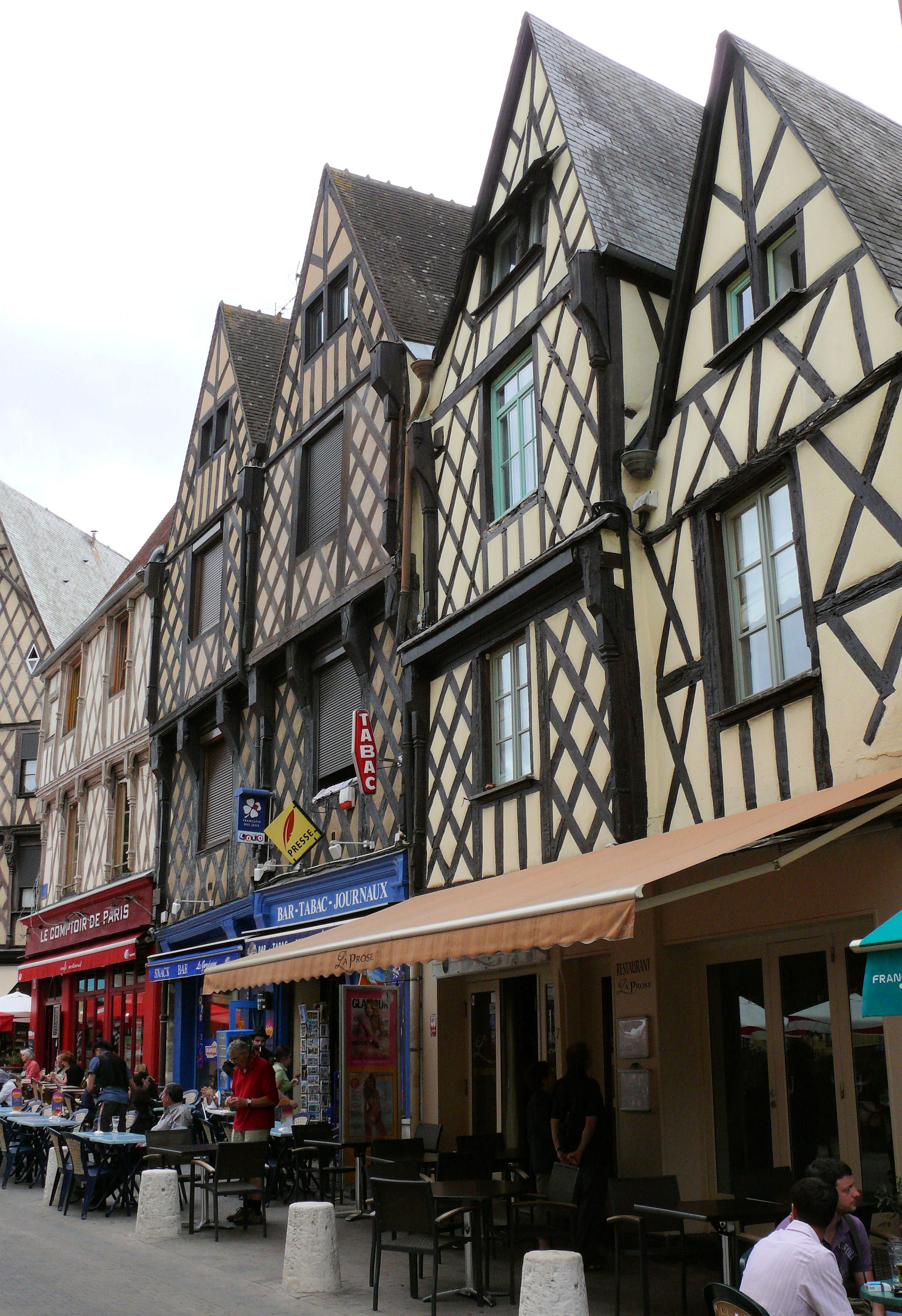
Domy v ulici Jean-Girard

## Partnerská města
- Augsburg, Německo
- Aveiro, Portugalsko
- Forlì , Itálie
- Koszalin, Polsko
- Palencia, Španělsko
- Peterborough, Velká Británie
- Joškar-Ola, Rusko